# NRP Sagres (1937)
Il Sagres (III) è la nave scuola della Marina militare portoghese.
Terza unità della classe Gorch Fock, fu varata nel 1937 con il nome di Albert Leo Schlageter e prestò servizio nella Kriegsmarine. Alla fine della seconda guerra mondiale fu acquisita come preda bellica dagli Stati Uniti, che nel 1948 la cedettero al Brasile, nella cui marina militare prestò servizio fino al 1962 con il nome di Guanabara. In quell'anno infine fu acquistata dalla Marina militare portoghese per rimpiazzare la vecchia nave scuola Sagres (II).